# All-American Comics
All-American Comics este o antologie de benzi desenate și cea mai importantă lucrare a editurii de benzi desenate All-American Publications, unul dintre precursorii DC Comics. Aceasta a avut 102 numere publicate în perioada 1939-1948, devenind cunoscută pentru introducerea personajelor Alan Scott⁠(d) (Green Lantern), Atom (Al Pratt)⁠(d), Ma Hunkel⁠(d), Doctor Mid-Nite⁠(d) și Sargon the Sorcerer⁠(d).

## Istoric
All-American Comics a publicat 102 numere din aprilie 1939 până în octombrie 1948. Antologia cuprindea atât materiale noi, cât și benzi desenate deja publicate în ziare. Personajul Scribbly⁠(d) - creat de Sheldon Mayer⁠(d) - și Hop Harrigan⁠(d) au fost introduși în primul număr al lucrării.
Prima lanternă verde - Alan Scott - a fost creată în Epoca de Aur de artistul Martin Nodell⁠(d), fiind introdusă în numărul 16 din iulie 1940. A continuat ca personaj eponim până la #102 (octombrie 1948).
Atom⁠(d) a debutat în #19 (octombrie 1940), iar Mayer a creat primul Red Tornado în #20 (noiembrie 1940).
Doctor Mid-Nite a apărut pentru prima dată în numărul 25 (aprilie 1941), Howard Purcell⁠(d) și John Wentworth prezentându-l pe Sargon în numărul din luna următoare.
Alfred Bester și Paul Reinman⁠(d) l-au creat pe răufăcătorul Solomon Grundy⁠(d) și introdus în numărul 61 din octombrie 1944.
Alte benzi desenate publicate includeau „Toonerville Folks”, „Mutt and Jeff⁠(d)” și „Ripley’s Believe It or Not!⁠(d)”.
All-American Publications și toate titlurile sale au fost achiziționate de National Periodicals (DC Comics) în 1946. Datorită cererii uriașe de benzi desenate western⁠(d), All-American Comics și-a schimbat titlul în All-American Western și a început să publice materiale western odată cu numărul 103 (noiembrie 1948). Sub noul titlu, Johnny Thunder⁠(d) a devenit personajul principal. A fost redenumită din nou în All-American Men of War⁠(d) și și-a modificat formatul începând cu numărul 127 (august-septembrie 1952).
Un număr unic⁠(d) din mai 1999 realizat de scriitorul Ron Marz⁠(d) și artistul  Eduardo Barreto⁠(d) a compus o parte din povestea „The Justice Society Returns⁠(d)”.

## Personaje
- Scribbly the Boy Cartoonist: #1-59
- Alan Scott: #16-102
- Atom: #20-46, 48-61, 70-72
- Doctor Mid-Nite: #25-102
- Sargon the Sorcerer: #26-50, 60